# Monticello (Kentucky)
Monticello è una città degli Stati Uniti d'America, situata nello Stato del Kentucky e in particolare nella contea di Wayne, della quale è il capoluogo.